# Francesco Vicari
Francesco Vicari (Rome, 3 augustus 1994) is een Italiaans voetballer die doorgaans speelt als centrale verdediger. In juli 2022 verruilde hij SPAL voor Bari.

## Clubcarrière
Vicari speelde in de jeugd van Taranto en kwam in 2012 in de opleiding van Novara terecht. Hier maakte hij op 18 mei 2013 zijn debuut in het eerste elftal, toen in eigen huis met 1–1 gelijkgespeeld werd tegen Virtus Lanciano. Diego Falcinelli scoorde voor de bezoekers en Raffaele Rubino maakte gelijk. Tijdens dit duel mocht Vicari zes minuten voor tijd invallen voor Riccardo Colombo. Zijn eerste doelpunt maakte de centrumverdediger op 6 december 2014, op bezoek bij Giana Erminio. Pablo Andrés González scoorde voor Novara, waarna Vicari de voorsprong verdubbelde. Het slotakkoord was voor Marco Biraghi: 1–2. In de zomer van 2016 maakte de Italiaan de overstap naar SPAL, waar hij zijn handtekening zette onder een verbintenis voor de duur van drie seizoenen. In zijn eerste seizoen bij de club werd SPAL kampioen van de Serie B, waarmee de club promoveerde naar de Serie A. Toen het lukte handhaving te behalen, verlengde Vicari zijn contract tot medio 2022, met een optie op een jaar extra. Deze optie werd niet gelicht en na het aflopen van zijn contract tekende Vicari voor twee jaar bij Bari. In november 2023 werd zijn verbintenis opengebroken en met twee seizoenen verlengd tot medio 2026. Er kwam in september 2024 nog een jaar extra bij dit contract.

## Clubstatistieken
| Seizoen | Club   | Competitie | Competitie | Competitie | Beker | Beker | Internationaal | Internationaal | Totaal | Totaal |
| Seizoen | Club   | Competitie | Wed.       | Dlp.       | Wed.  | Dlp.  | Wed.           | Dlp.           | Wed.   | Dlp.   |
| ------- | ------ | ---------- | ---------- | ---------- | ----- | ----- | -------------- | -------------- | ------ | ------ |
| 2012/13 | Novara | Serie B    | 1          | 0          | 0     | 0     | —              | —              | 1      | 0      |
| 2013/14 | Novara | Serie B    | 25         | 0          | 0     | 0     | —              | —              | 25     | 0      |
| 2014/15 | Novara | Serie C    | 26         | 1          | 0     | 0     | —              | —              | 26     | 1      |
| 2015/16 | Novara | Serie B    | 15         | 0          | 1     | 0     | —              | —              | 16     | 0      |
| 2016/17 | SPAL   | Serie B    | 34         | 1          | 0     | 0     | —              | —              | 34     | 1      |
| 2017/18 | SPAL   | Serie A    | 34         | 0          | 1     | 1     | —              | —              | 35     | 1      |
| 2018/19 | SPAL   | Serie A    | 28         | 2          | 1     | 0     | —              | —              | 29     | 2      |
| 2019/20 | SPAL   | Serie A    | 34         | 0          | 3     | 0     | —              | —              | 37     | 0      |
| 2020/21 | SPAL   | Serie B    | 25         | 0          | 2     | 0     | —              | —              | 27     | 0      |
| 2021/22 | SPAL   | Serie B    | 28         | 0          | 1     | 0     | —              | —              | 29     | 0      |
| 2022/23 | Bari   | Serie B    | 37         | 0          | 2     | 0     | —              | —              | 39     | 0      |
| 2023/24 | Bari   | Serie B    | 39         | 1          | 1     | 0     | —              | —              | 40     | 1      |
| 2024/25 | Bari   | Serie B    | 4          | 0          | 1     | 0     | —              | —              | 5      | 0      |
| Totaal  | Totaal | Totaal     | 330        | 5          | 13    | 1     | 0              | 0              | 343    | 6      |

Bijgewerkt op 14 september 2024.

## Erelijst
| Serie B | 1 | 2016/17 |